# ألونزو هورتون
ألونزو هورتون (بالإنجليزية: Alonzo Horton)‏ هو شخصية أعمال أمريكي، ولد في 24 أكتوبر 1813 في يونيون (كونيكتيكت) في الولايات المتحدة، وتوفي في 7 يناير 1909 في سان دييغو في الولايات المتحدة.